# Кре, Поль Филипп
Поль Филипп Кре (фр. Paul Philippe Cret; 23 октября 1876, Лион — 8 сентября 1945, Филадельфия) — французский и американский архитектор и преподаватель архитектуры, работавший в США, преимущественно в Филадельфии и Вашингтоне.
Один из крупнейших архитекторов-практиков США в межвоенный период, Кре консервативно следовал эклектическим правилам Школы изящных искусств и оставался в стороне от радикальных модернистских течений. Его стилистика эволюционировала от чистого бозар к модернизированной неоклассике, ар-деко и их синтезу в характерном облике правительственных зданий рузвельтовской эпохи. Единичные постройки 1930-х и 1940-х годов созданы в модернистской стилистике.
Лучшие работы Кре — здания Организации американских государств и Федеральной резервной системы в Вашингтоне, Детройтский институт искусств, башни главных зданий Техасского университета в Остине и госпиталя в Бетесде, воинский мемориал в Шато-Тьерри и Объединённый вокзал Цинциннати — выдержали испытание временем.

## Происхождение. Образование
Поль Филипп Кре родился в рабочей семье в Лионе — центре французской шёлковой промышленности, переживавшей необратимый кризис. Благодаря удачному замужеству тётки Поля его родители сумели выбиться из нищеты и обучать сына в престижной частной школе. В возрасте семнадцати лет Поль вернулся в Лион и поступил в местную Школу изящных искусств.
В отличие от академической Школы изящных искусств в Париже, лионская Школа была демократическим институтом, ориентированным на декоративно-прикладное искусство, и не могла выдавать полноценный диплом архитектора. Однако архитектурные конкурсы, включая самую престижную профессиональную награду — Римскую премию — были открыты любому гражданину Франции. На втором курсе обучения Кре начал подготовку к конкурсу на Премию Парижа и на четвёртом курсе, в 1907 году, выиграл её с классицистическим проектом водоразборного фонтана. Денежная стипендия позволила Кре продолжить обучение в парижской Школе изящных искусств под руководством Жана-Луи Паскаля. С учётом обязательной производственной практики курс растянулся на шесть лет. Состязания в бумажной архитектуре не прошли даром: Кре приобрёл опыт, позволивший ему впоследствии регулярно выигрывать заказы на проектирование публичных зданий.
В 1903 году Кре получил диплом архитектора и, к неудовольствию Паскаля, отказался участвовать в конкурсе на Римскую премию. Он принял предложение Пенсильванского университета и переехал в Филадельфию, чтобы преподавать архитектуру по парижскому образцу. Классическое архитектурное образование в США возникло лишь после Гражданской войны; профильная кафедра в Филадельфии была учреждена в 1890 году. В стране не хватало преподавательских кадров, поэтому профессура формировалась преимущественно из американцев — выпускников парижской Школы, и приглашённых французов. В первые годы жизни в Америке Кре рассматривал и предложения конкурирующих университетов, но по мере роста его частной практики принял решение остаться в Филадельфии. Он активно преподавал в Пенсильванском Университете 1937 года (с перерывом в 1914—1919), и занимал пост почётного советника по архитектуре до конца своей жизни. В числе учеников Кре — его младшие партнёры и соавторы Харбисон, Хаф, Ливингстон и Ларсон, и Луис Кан.

## Предвоенный период
В 1900-е годы частная практика Кре развилась в успешное предприятие, но реализовала лишь несколько крупных проектов. В 1908 году Кре совместно с Альбертом Келси выиграл конкурс на проектирование здания Международного Бюро Американских Республик (IBAR, c 1948 года Организация американских государств) — дома приёмов с внутренним двориком и обширным садом. Композиция проекта восходила к вилле Пизани Андреа Палладио, проработка фасадов — к стилю бозар, в интерьерах использовались латиноамериканские мотивы. Завершённое в 1910 году здание стало образцом, предвосхитившим последующие проекты Кре и, по мнению ряда критиков, его лучшей работой. В 1912 году Кре спроектировал памятник-арку в Велли-Фордж — вариацию на тему Арки Тита. В 1913—1914 годы Кре в соавторстве с фирмой Занцигера, Бори и Медари спроектировал главное здание публичной библиотеки Индианаполиса, построенное в 1915—1917 годы. Эта работа стала первой попыткой модернизации неоклассического стиля в карьере Кре.

## Первая мировая война
Июльский кризис застал архитектора во Франции. Кре вступил во французскую армию и был зачислен в альпийские стрелки. В ноябре 1914 года газеты передали сообщение о его гибели в бою, оказавшееся ложным. После вступления США в войну лейтенант Кре был назначен переводчиком — офицером связи с 1-й пехотной дивизией США. Командующий войсками США Джон Першинг оценил способности Кре к штабной работе и впоследствии, в мирное время, покровительствовал ему. В течение всей войны Кре поддерживал связь со своими учениками в Филадельфии, фактически продолжая руководить фирмой.

## Работы межвоенного периода

### Воинские мемориалы
В 1919 году потерявший на фронте слух архитектор вернулся в Филадельфию и возобновил преподавание в университете и частную практику. Важной частью послевоенной работы Кре стало проектирование памятников солдатам Первой мировой. В первые годы оно ограничивалось штатом Пенсильвания, где действовала влиятельная и активная комиссия штата по памятникам. В 1922 году в Филадельфии открылся Фрэнкфордский мемориал — первая постройка, в которой архитектор воплотил своё видение модернизированной неоклассики.

В 1923 году, по рекомендации федеральной Комиссии по искусствам и по приглашению Першинга, Кре вступил в должность архитектора-консультанта федеральной Комиссии по воинским памятникам и занимал её до конца жизни. В рамках комиссии Кре, как знаток французских творческих конкурсов, занимался не столько проектированием, сколько выбором площадок, экспертизой проектов и урегулированием споров. Штат Пенсильвания имел в комиссии непропорционально большое представительство и, к неудовольствию Першинга, продавливал свои проекты в ущерб общенациональным. Известны случаи, когда Кре был вынужден убеждать представителей штата в правоте Першинга.
Его собственные работы по федеральной программе — воинские мемориальные кладбища в Шато-Тьерри и Варегеме и памятник в Гибралтаре — реализовались в 1930-е годы. В 1927 году на средства штата Пенсильвания был построен памятник павшим пенсильванцам в Варен-ан-Аргон; в 1938 году по проекту Кре был построен Вечный огонь на поле битвы при Геттисберге.

### Мосты
Многочисленная, но малозаметная группа работ Кре — архитектурное оформление мостов, спроектированных Рудольфом Моджеевским. В её составе мост через реку Огайо в Луисвилле (проект 1926 года, завершён в 1929 году), мост Клингл-Велли (1931—1932) и мост Калверт-Стрит (1933—1935) в Вашингтоне, и ряд мостов в Филадельфии (1920-е годы), в том числе самый длинный подвесной мост своего времени.

### Железнодорожный дизайн
В 1933—1934 годы фирма Кре разработала интерьеры пассажирского поезда-стримлайнера Pioneer Zephyr. Дизайнеры во главе с Джоном Харбисоном создали современный, простой и при этом роскошный интерьер с использованием алюминия, нержавеющей стали, патентованных композитных плит и шёлковых тканей. По инициативе самого Кре конструкторы «Зефира» внесли изменения во внешний облик поезда. После успеха «Зефира» Кре и Харбисон выполнил интерьеры фирменных поездов Super Chief, Crusader (оба 1937), Broadway Limited (1938, в соавторстве с Раймоном Лоуи, отвечавшим за внешний облик и планировку состава) и Empire State Express (1941).

### Градостроительные проекты
Ещё в 1907 году Кре составил для Филадельфии генеральный план аллеи Бенджамина Франклина — музейного квартала по образцу Елисейских Полей; в 1919 году город принял к исполнению новый план, составленный Жаком Гребе на основе предложений Кре. Кре был уязвлён, но впоследствии сотрудничал с Гребе в проектировании и строительстве Музея Родена (1926—1929).
В 1928—1933 годы Кре и Реймонд Худ совместно возглавляли архитектурную комиссию Всемирной выставки 1933—1934 годов в Чикаго. В 1929 году организаторы приняли к исполнению асимметричный генеральный план Кре и поручили ему проектирование центрального павильона-небоскрёба. Из-за недостатка средств проекты несколько раз переделывались; фактически построенный «павильон наук» Кре — протяжённая, многоуровневая модернистская композиция из прямоугольных и скруглённых выставочных залов и асимметрично поставленной башни. 
В 1933 году Кре разработал генеральный план переустройства Техасского университета в Остине. В соответствии с принципами классицизма, в основу плана были положены четыре луча, исходящие от главного здания. Новое главное здание строгой классической архитектуры охватывало с трёх сторон двадцатисемиэтажную башню библиотеки, стилистически близкую к ар-деко. Ядро кампуса было завершено в 1937 году, а всего в 1930—1940-е годы Кре построил в Остине полтора десятка учебных, административных и жилых корпусов.

### Общественные и правительственные здания
Общественные здания, построенные Кре в 1920-е годы — Музей Родена и музей Фонда Барнса (1922—1925) в Филадельфии и Детройтский институт искусств (1923—1927) — оставались в рамках историзма. С 1929 года Кре последовательно работал в стилистике модернизированной неоклассики; крупнейшие работы этого периода — Шекспировская библиотека Фолджера (1929—1932) и здание Федеральной резервной системы (1935—1937) в Вашингтоне и главное здание военного госпиталя в Бетесде (1939—1944).
Внешний облик Шекспировской библиотеки Фолджера, завершённой в 1932 году — упрощённая модернизированная неоклассика с элементами ар-деко («греко-деко»), гармонирующая с расположенными по соседству правительственными зданиями. По словам самого Кре, «фасады проектировались без обращения к историческим источникам, и без следования преходящей моде». Интерьеры, напротив, выдержаны в стиле шекспировских времён: такова была воля заказчика, желавшего воссоздать атмосферу старинных университетов. В год постройки Американский институт архитекторов включил библиотеку в десятку наиболее влиятельных проектов в истории США; в опросе 1948 года она заняла первое место. Стилистика её главного фасада многократно воспроизводилась последователями Кре.
В 1935 году Кре выиграл закрытый конкурс проектов здания Федеральной резервной системы в Вашингтоне. Условия конкурса неявно предполагали классический стиль, но явно рекомендовали отказ от классического ордера. В проекте Кре упрощённый аттический ордер, предложенный в 1890-х годах Огюстом Шуази, применялся лишь в четырёхколонных центральных портиках. В центре Н-образного в плане здания Кре разместил атриум с главной лестницей. В ходе конкурса выяснилось, что жюри предпочитало модернизированной неоклассике традиционный классицизм Роберта Миллза, и архитектору пришлось дополнить атриум дорическими колоннами и изменить декор
южного (главного) и северного фасадов. Боковые фасады сохранили отделку меандровым орнаментом в соответствии с первоначальным проектом.
Военный госпиталь в Бетесде — детище президента США Франклина Рузвельта. Президент, увлечённый архитектурой и лично управлявший масштабными строительными программами, ценил неоклассическую архитектуру, но был недоволен её воплощением в казённых постройках Вашингтона. Он восхищался обликом устремлённого вверх здания Капитолия Небраски. Проект, вдохновивший президента и целое поколение американских архитекторов, был создан в 1920 году, но достроен лишь в 1936 году. Год спустя, когда Конгресс выделил финансирование на постройку госпиталя в Вашингтоне, Рузвельт набросал своё видение будущего здания — пятнадцатиэтажная башня на двухэтажном стилобате. Проектное бюро ВМФ США, при негласном участии Кре в роли архитектора-консультанта, воплотило президентский набросок в предварительный проект. Однако эксперты строительных ведомств наотрез отказались согласовывать его из-за «неподобающей» стилистики, чрезмерной высоты и неудачного выбора места. Летом 1938 года Рузвельт лично подыскал более подходящий участок за городской чертой Вашингтона, в Бетесде, и добился утверждения видоизменённого проекта. Высота башни возросла до 23 этажей, из которых 17 использовались для размещения пациентов. Кре в качестве уже официального консультанта сопровождал проектирование и постройку первой очереди госпиталя. Практика показала, что идея Рузвельта разместить больницу в башне-небоскрёбе была неудачной. Полезная площадь каждого этажа была намного меньше оптимальной для больничного отделения; предусмотренные проектом лифты не справлялись с непрерывно возраставшей нагрузкой. По этим причинам при расширении госпиталя высота новых корпусов была ограничена четырьмя этажами.
Кре как ведущий архитектор и как архитектор-консультант участвовал в проектировании множества федеральных построек и в Вашингтоне, и за его пределами — в Техасе, Западной Вирджинии и Коннектикуте. Его сотрудничество с негосударственным консорциумом, строившим объединённый вокзал Цинциннати, переросло в полноценное соавторство. Кре предложил идеи оформления здания, которые и были реализованы в 1931—1933 годы. Отказ от ренессансного декора, предусмотренного первоначальным проектом Роланда Уэнка, в пользу чистого ар-деко позволил создать цельный образ вокзала и снизил стоимость его строительства.
В самом конце жизни Кре довелось работать и в модернистской стилистике. В конкурсном проекте нового здания Смитсоновского института (1940 год) главный фасад, выходящий на Национальную аллею, сохранил лишь следы классической архитектуры, а южный фасад был чисто модернистским. Проект Кре получил одну из восьми поощрительных премий, а победителем конкурса стал авангардистский монументальный проект Элиэля и Ээро Саариненов. В том же 1940 году Кре спроектировал и заложил модернистское здание отделения химии (ныне «корпус Кре», англ. Cret Wing) Пенсильванского Университета — единственную свою постройку в кампусе, где он служил с 1903 года.
Работы Кре удостоились множества профессиональных премий. В 1938 году он был награждён высшей архитектурной премией США — Золотой медалью Американского института архитекторов — с формулировкой «Архитектор. Учитель. Учёный. [Кре] заслужил признание, выделившее его среди равных. Он принёс на свою новую родину [США] здравый смысл, чёткую логику и взыскательный вкус, принадлежавшие классической традиции старой цивилизации… и решил, с редким умением, проблемы, поставленные новыми технологиями в Новом свете».

## Частная жизнь
В 1904 Кре женился на француженке Маргарит Лааль, сестре его товарища по парижской школе, архитектора Пьера Лааля. Супруги не имели детей. Во время военной службы мужа Маргарит служила медсестрой в военном госпитале. В 1927 году Кре получил гражданство США, но продолжал поддерживать частные и профессиональные связи с Францией. Он каждое лето приезжал с Маргарит на родину, и финансово поддерживал родственников во Франции до конца своей жизни.
Утраченный на войне слух никогда не восстановился. Глухота не мешала Кре преподавать и руководить фирмой, но в 1939 году рак гортани и хирургическая операция привели к полной утрате голоса. С тех пор Кре мог общаться только с помощью записок. Он уже не мог преподавать, но продолжал творческую работу, регулярно публиковался в прессе, выполнял авторский надзор. 16 августа 1945 года Кре скоропостижно скончался на стройплощадке от сердечного приступа.
Фирма Кре, воглавляемая его учениками и партнёрами, продолжила работу и действовала под именами Harbeson, Hough, Livingston & Larson (до 1976 года) и H2L2 (до слияния с NELSON в 2012 году). В 1960-е годы спроектированное ею неоклассическое здание Рэйберна вошло в историю как наиболее затратная, и самая критикуемая казённая постройка своего времени.

## Философия и стилистика

### Мнение о модернизме
В 1920-е годы американские архитекторы столкнулись с потоком новейших идей европейского модернизма. В дискуссиях об эволюционном и революционном в искусстве Кре занял консервативную позицию: развитие архитектуры — постепенный, медленный процесс, не допускающий революционных поворотов «все вдруг». Всякий архитектор, утверждал Кре, обязан быть современным и создавать собственные, новые художественные ценности, а не слепо копировать опыт предшественников. Копирование, как таковое, он не считал пороком: «я вправе делать то, что полагаю уместным, даже если кто-то уже делал это». Кре отказывал модернистам в монопольном праве на функциональность, так как последняя есть свойство всякого удачного проекта. Неприятие радикальных новшеств не мешало Кре сотрудничать с модернистами в практических вопросах: так, с 1938 года он входил в состав негосударственного Национального конкурсного комитета, в котором численно преобладали архитекторы-модернисты.
После всемирной выставки 1925 года он признал, что радикальный эксперимент имеет право на существование; буквальное повторение классического наследия ушло в прошлое, и архитекторам пора вернуться к простым и эффективным формам. «Пройдёт немного времени, и эта элементарная истина войдёт в наше подсознание. Когда это случится, на свет родится новый классицизм, создающий изящество не украшательством, но пропорциями».

### Принципы композиции
Стиль зрелого творчества Кре — его собственный «новый классицизм» — начал складываться после возвращения с войны. Его формирование прослеживается от Фрэнкфордского мемориала (1922) и мемориала в Варен-ан-Аргон (1924), через ряд нереализованных проектов, к мемориалу в Шато-Тьерри (1928). Он характеризуется шестью особенностями:
- Объём здания образуется строго симметричной композицией взаимосвязанных гранёных масс[78][22];
- Фасад обрамлён парой массивных пилонов или ризалитов, с явно выраженным антаблементом и расположенным над ним навершием. Пространство между двумя пилонами заполнено колоннадой из плоских пилястр[78][22];
- Окна утоплены в стены и объединены по вертикали декоративными пазухами; нередки декоративные решётки на окнах[78][22];
- Гладкая облицовка стен основных объёмов[78][22];
- Декоративные вставки и фризы — двумерные (контурная резьба) или уплощённые трёхмерные (барельефы), как правило — стилизации греческих образцов[78][22]. Встречаются и свойственные ар-деко барельефы на темы транспорта и промышленности[79].
- Здание украшено парными или одиночными скульптурами, «объявляющими» его назначение[78][22].

С течением времени проекты Кре, как и его современников и конкурентов, последовательно упрощались, оставаясь в рамках одних и тех же композиционных принципов. Стили отдельных построек, в зависимости от выбора декоративного оформления, характеризовались и как ар-деко, и как модернизированная «голая» или «оголодавшая» неоклассика (англ. stripped neoclassicism или starved classicism), и как предельно упрощённый казённый рузвельтовский стиль («модерн WPA», англ. WPA moderne). Рассматриваемые в целом, они все принадлежали к одному и тому же направлению.

### Стилевая классификация
Долгое время это направление не поддавалось однозначному определению. «Ребристый стиль» с рядами вертикальных пилонов, с колоннами без капителей, каннелированными пилястрами и барельефными фризами восходил и к небоскрёбам чикагской школы, и к европейским экспериментам 1910-х годов. Он был частью общемирового процесса, проявившегося в том числе в Германии, Италии и в СССР. Eго активно поддерживала государственная власть и тоталитарных, и демократических стран, и международные институции. Однако в Америке это направление, ставшее в 1920-е годы «маркёром международной моды», а затем «интернационалом властей» (англ. Government International), считалось национальным искусством. Критик Толбот Хемлин назвал его «американским стилем» (англ. American style) — продолжением классической традиции, отрицающим копирование исторического наследия, избегающим ордера, но ценящим скульптуру и качественные отделочные материалы.
«Голый классицизм» был официальным стилем федеральной власти, утверждавшимся в реальных постройках и журнальных статьях. Столичные здания, соседствующие со старыми классическими образцами, декорировались относительно щедро, а за пределами Вашингтона преобладали предельно упрощённые формы. Агентство архитектурного надзора при федеральном казначействе пропагандировало «уникально американскую» природу нового стиля и противопоставляло его «аристократизму» французской школы — при этом называя француза Кре вторым из столпов американской архитектуры после Роберта Миллза.
Для большинства же современников работы Кре были просто «современной (англ. modern) архитектурой». Понятие «модерн» в США ассоциировалось не с ар-нуво и не с модернизмом, но с универсальной модернизированной неоклассикой по образцу Капитолия Небраски. Сам Кре полагал, что «у современной архитектуры множество источников; в ней более нет того прекрасного единства, которое привлекает многих в искусстве прошлых веков». В 1970-е годы понятие уточнил Давид Гебхард. «Модерн» по Гебхарду — множество стилей, пришедших на смену ар-нуво после Первой мировой войны и противопоставленных радикальному модернизму. Оно включает и модернизированную неоклассику, и разнообразные варианты ар-деко: тяготеющее к классицизму «греко-деко», «зигзаг-модерн» 1920-х годов, «стримлайн-модерн» 1930-х годов и «модерн WPA» казённых построек.
Консервативная философия Кре и его единомышленников преобладала в США и после его смерти, в первые послевоенные годы. Профессионалы, опрошенные в 1948 году Институтом архитекторов, посмертно поставили Кре на первое место среди современников. Его работы заняли первое (библиотека Фолджерса) и пятое (здание ФРС) места списка лучших построек; единственная модернистская постройка первой десятки списка, здание PSFS в Филадельфии, заняла седьмое место. Радикальный модернизм в форме «интернационального стиля» восторжествовал в США лишь в 1950-е годы. Институт архитекторов признал свершившийся факт в 1957 году, и примерно тогда же появились первые бесспорно модернисткие постройки на средства федерального бюджета.

## Комментарии
1. ↑  В русских публикациях также Крет[3].
2. ↑  В американско-английском произношении — Крей (аналогично Cray) — The Late Great Paul Cret // The New York Times. — 2014. — № 2014—10—21..
3. ↑  За годы жизни в США Кре участвовал в 23 конкурсах и выиграл семь из них[27].
4. ↑  В числе несогласных был дядя президента Фредрик Делано[англ.], председательствовавший в федеральной комиссии по паркам и планированию (National Park and Planning Commission). Делано отказался согласовывать высоту здания, превышавшую законодательно установленный предел[59].
5. ↑  Англоязычный термин starved neoclassicsm («оголодавшая неоклассика») имеет два значения. Это либо синоним модернизированной неоклассики в целом, либо — в трактовке Оксфордского словаря архитектуры — уничижительное название для архитектуры, формально основанной на классицизме, но лишённой духа классицизма и свойственных ему правил и пропорций. В этом смысле некачественная оголодавшая (starved) архитектура противопоставляется полноценной голой (stripped)[81].